# إتش تي سي ون أس
إتش تي سي ون S (بالإنجليزية: HTC One S) هو هاتف ذكي من إتش تي سي يعمل بنظام أندرويد، تم طرحه في الأسواق في مارس 30, 2012.

## الخصائص
- نظام التشغيل: أندرويد
- الوزن: 119.5 غ (4.22 أونصة)
- المعالج: 1.5 جيجا هرتز ثنائي النواة
- الذاكرة: 1 جيجابايت
- التخزين: 16 جيجابايت